# Ramalina intermedia
Ramalina intermedia är en lavart som först beskrevs av Dominique François Delise och fick sitt nu gällande namn av William Nylander. 
Ramalina intermedia ingår i släktet Ramalina och familjen Ramalinaceae.   Inga underarter finns listade i Catalogue of Life.

## Bildgalleri

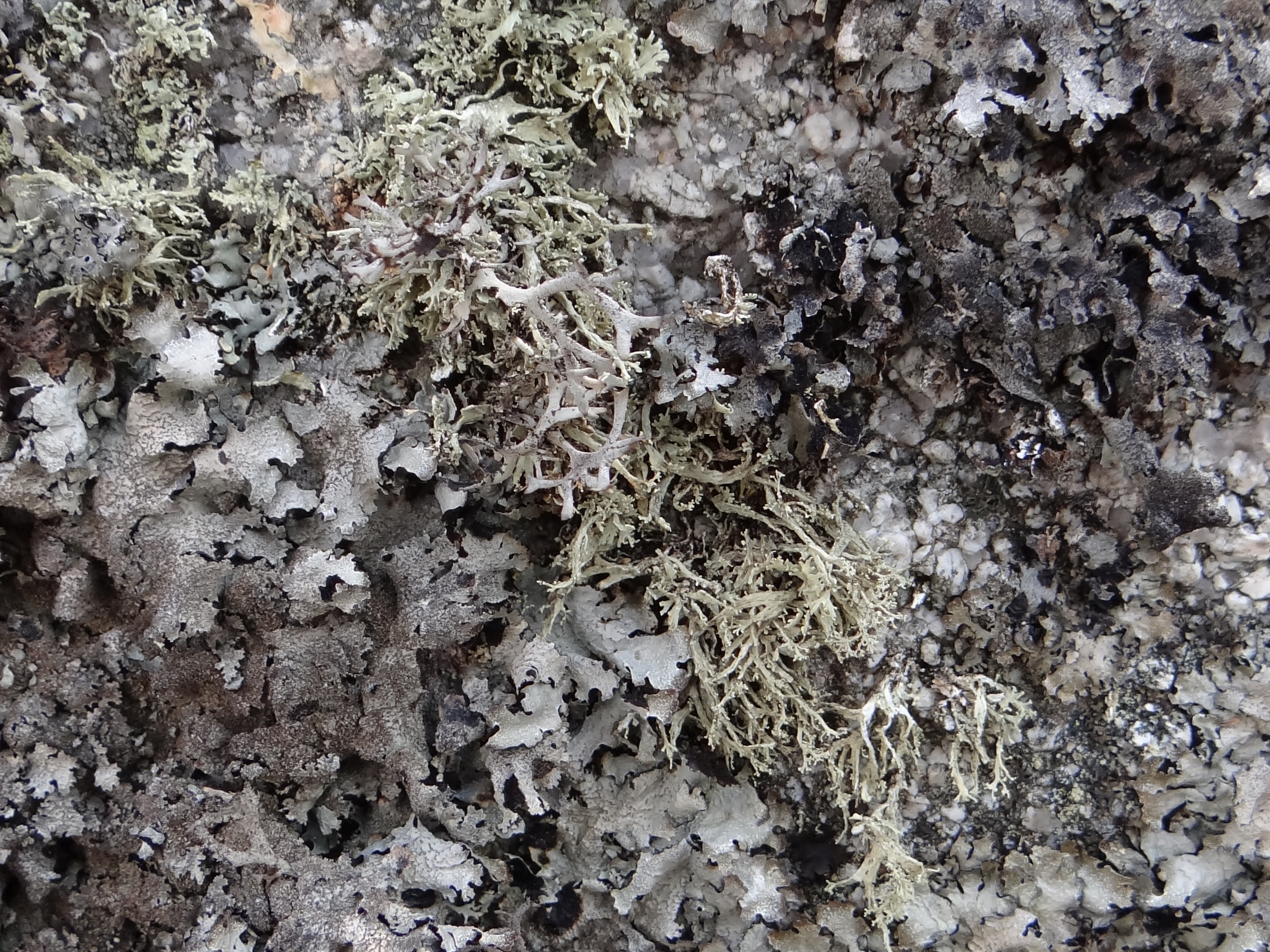
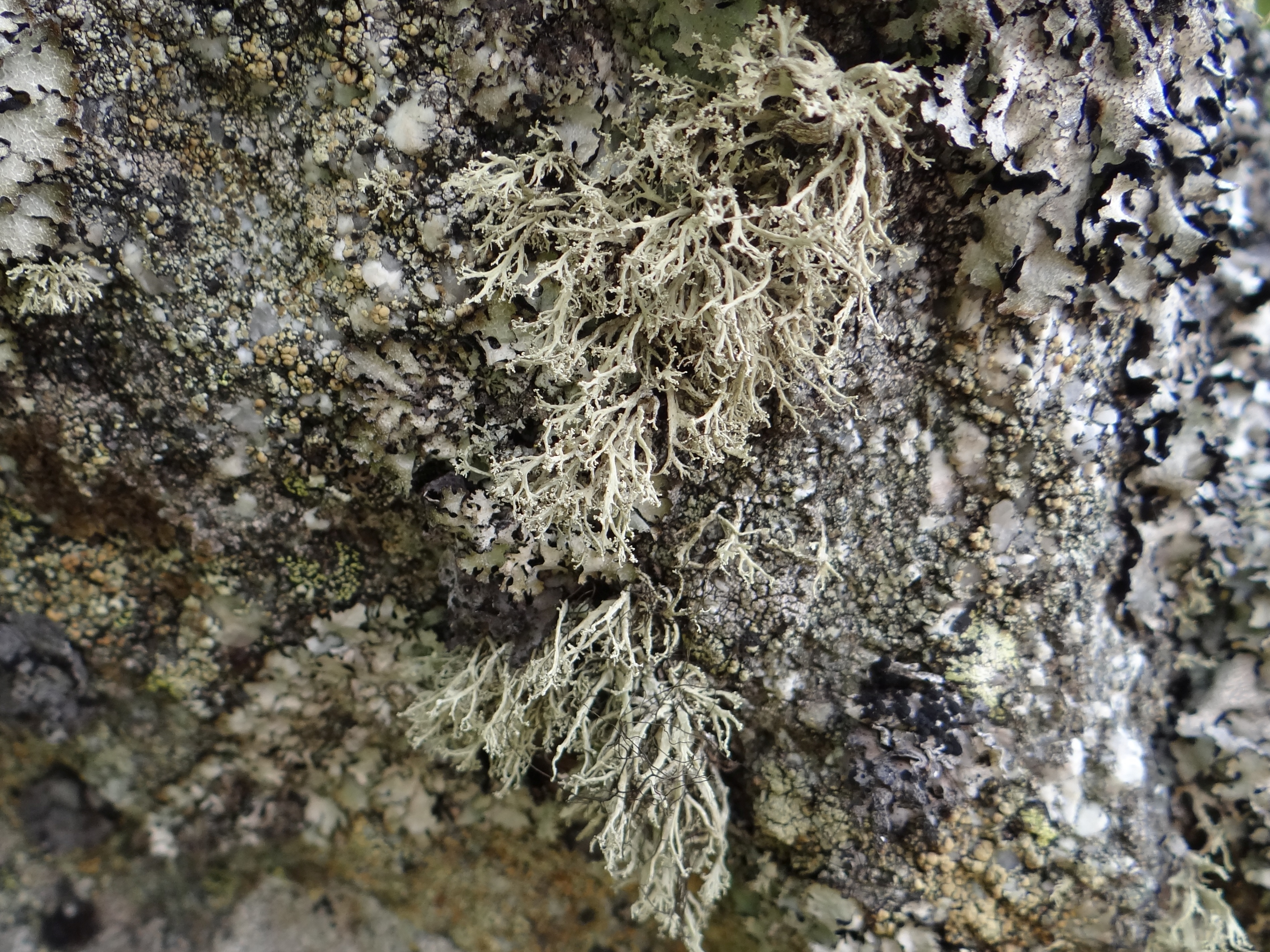
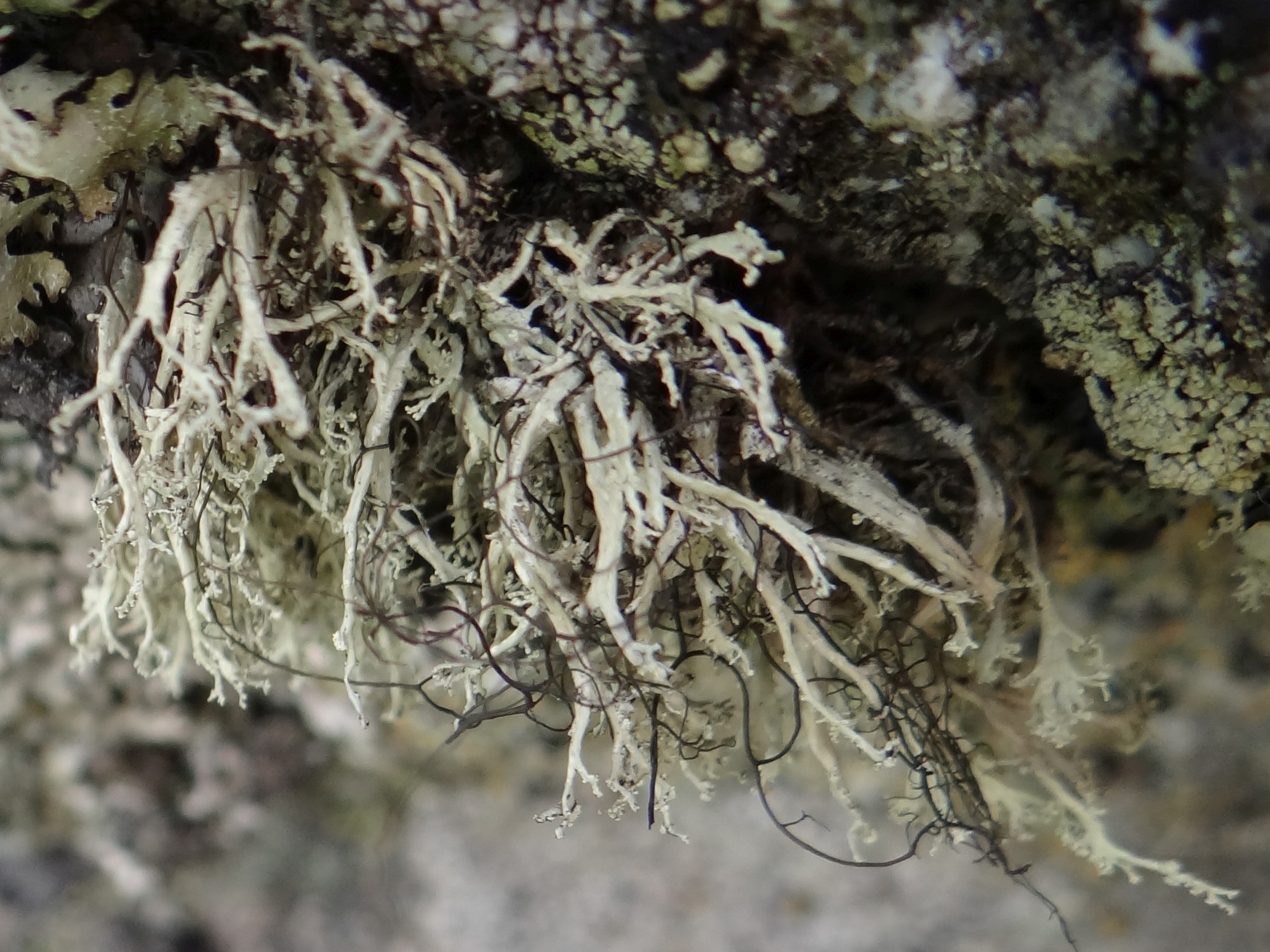
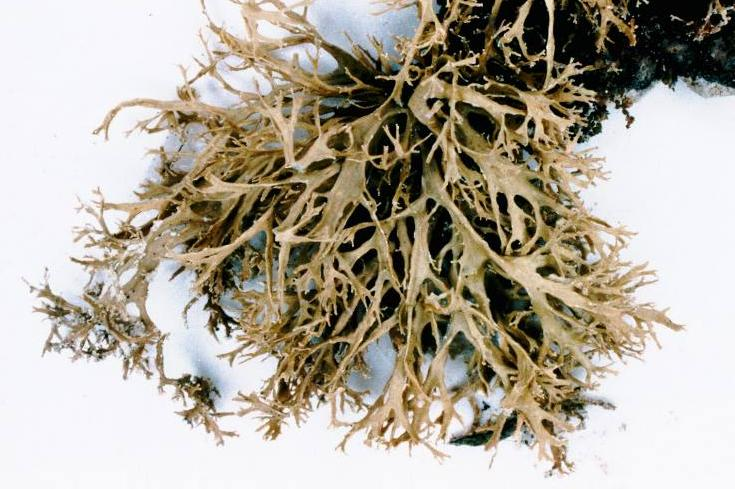
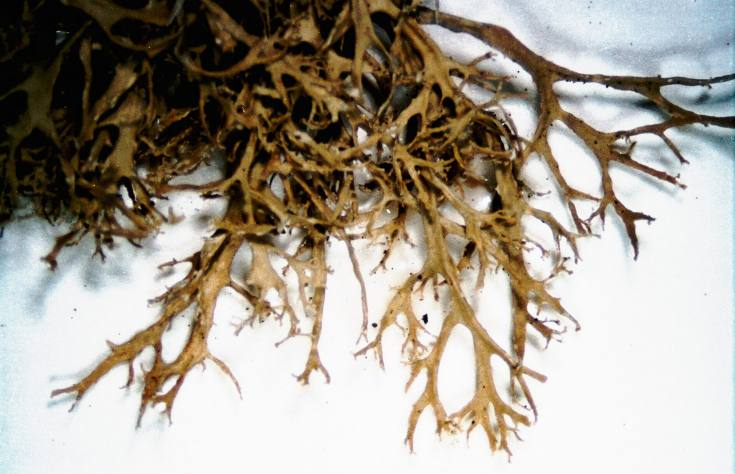
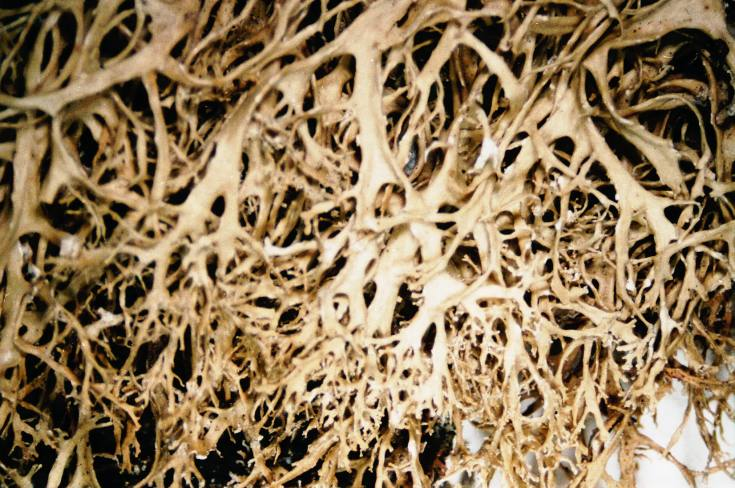
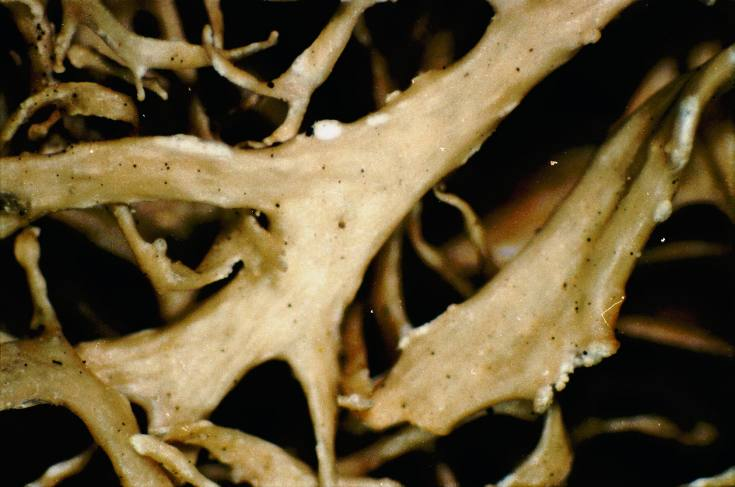
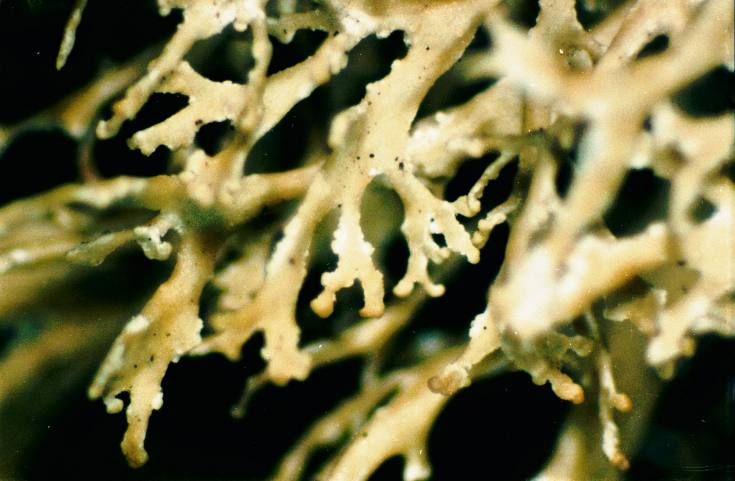
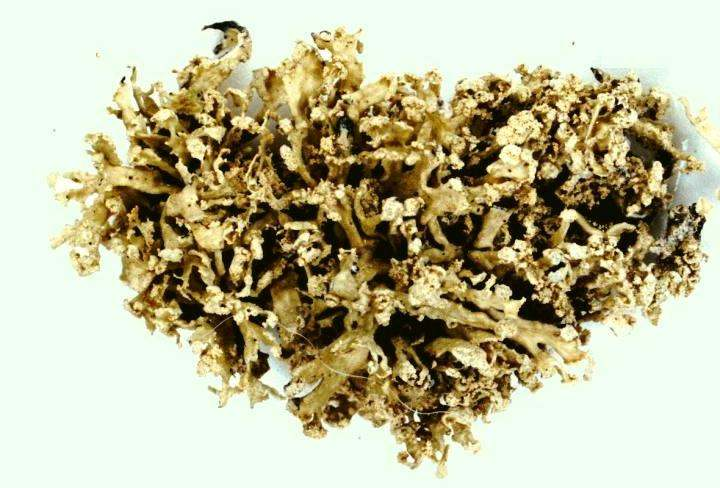
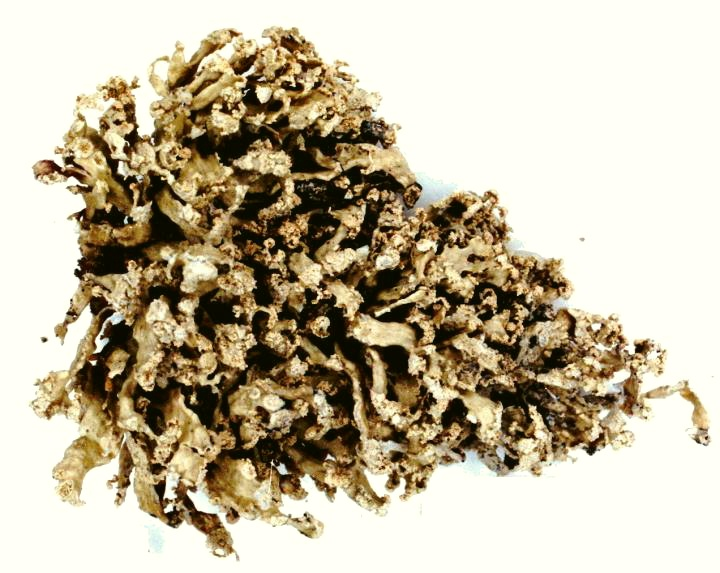
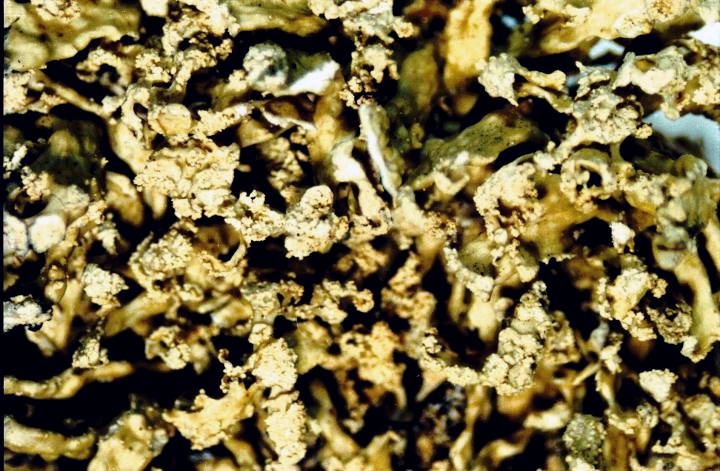
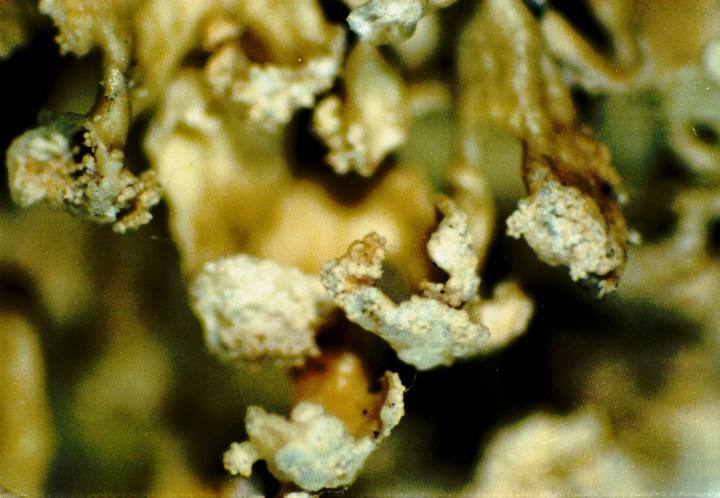
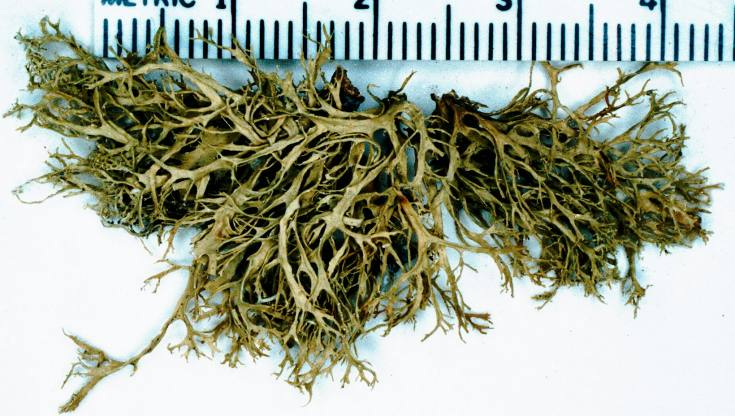
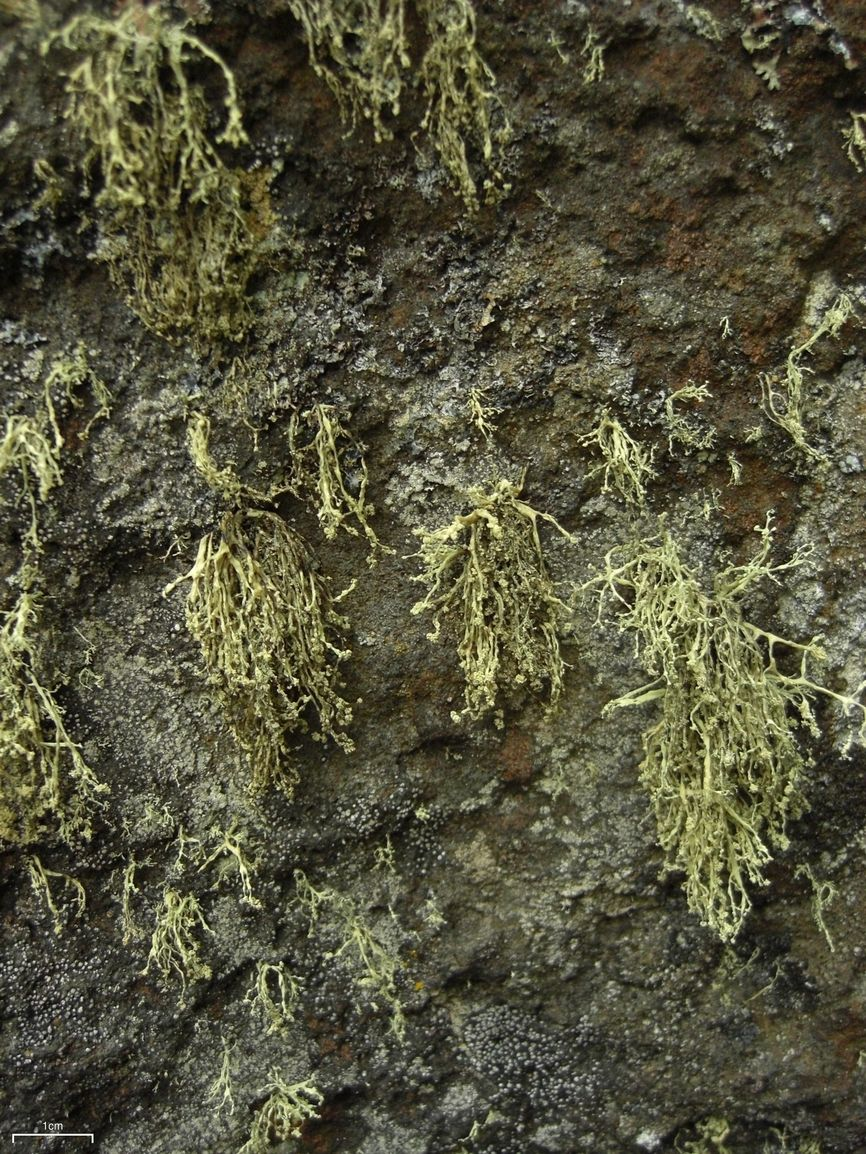